# يوم الأم (فلم 2010)
يوم الأم  (بالإنجليزية: Mother's Day) هو فيلم رعب تم إنتاجه في الولايات المتحدة وصدر في سنة 2010. الفيلم من إخراج دارن لين بوسمان.

## بطولة
- جايمي كينغ
- برينا ايفيجن
- أليكسا فيغا

## الميزانية والإيرادات
بلغت تكلفة إنتاج الفيلم حوالي 11,000,000 دولار بينما حقق أرباحا تقدر بـ 862,769 دولار.

## وصلات خارجية
- مقالات تستعمل روابط فنية بلا صلة مع ويكي بيانات

1. ↑  "معلومات عن يوم الأم (فيلم 2010) على موقع megogo.net". megogo.net. مؤرشف من الأصل في 2020-05-05.
2. ↑  "معلومات عن يوم الأم (فيلم 2010) على موقع dfi.dk". dfi.dk. مؤرشف من الأصل في 2019-12-16.
3. ↑  "معلومات عن يوم الأم (فيلم 2010) على موقع csfd.cz". csfd.cz. مؤرشف من الأصل في 2019-12-16.